# كهف أويلات
كهف أويلات (بالتركية: Oylat Mağarası)‏ هو كهف عرض في محافظة بورصة شمال غرب تركيا.